# Талах Костянтин Якович
Талах Костянтин Якович (нар. 1918 — пом. 20 жовтня 1944) — радянський військовик, учасник німецько-радянської війни, Герой Радянського Союзу.

## Життєпис
Народився в селі Максимівка Волноваського району (нині Мар'їнського району Донецької області) в грецькій селянській родині. Закінчив педагогічне училище у Маріуполі, працював учителем початкової школи в селищі Чигарі (нині територія селища перебуває у межах міста Торецьк).
У Червоній Армії з 1943 року, брав участь у боях німецько-радянської війни з вересня 1943 року. Командир відділення 690-го стрілецького полку 126-ї Горлівської Червонопрапорної стрілецької дивізії 2-ї гвардійської армії 4-го Українського фронту, молодший сержант. Воював на Південному і 4-му Українському фронті, брав участь у визволенні України. Відзначився в боях на річці Молочна, у визволенні Мелітополя, Кримського півострова.
8-14 квітня 1944 року особливо відзначився при звільненні міста Армянськ і під час штурму Ішуньських позицій: знищив дзот, кілька інших вогневих точок і значну кількість солдатів та офіцерів противника. Пізніше брав участь в боях на території Східної Пруссії, загинув під час форсування Неману під містом Тільзитом (нині Совєтськ, Калініградська область). Похований там же.
У селі Максимівка та місті Совєтську іменем Героя названо вулиці.
1 вересня 1977 року Кабінет Міністрів УРСР загальноосвітній школі І-ІІ ступенів № 15 м. Дзержинськ присвоєно ім'я Героя (постанова № 960).

## Нагороди
- 16 травня 1944 року Костянтин Талах нагороджений медаллю Героя Радянського Союзу.
- орден Леніна